# Посёлок Теплостанского совхоза
Теплостанского совхоза  — посёлок в Сеченовском районе Нижегородской области. Входит в состав Сеченовского сельсовета.

## География
Находится в юго-восточной части Нижегородской области на расстоянии приблизительно 4 километра по прямой на восток от села Сеченова, административного центра района. 

## История
В XIX веке на месте поселка существовал хутор графа Шувалова, который позже принадлежал князю Енгалычеву Н.Н. В 1934 году на базе хутора было создано 2-е отделение Верхне-Талызинского совхоза, позже ставшее совхозом «Заря». С 1944 года здесь был образован Теплостанский каучуксовхоз, где выращивали кок-сагыз. В 1950-е годы совхоз получил плодово-питомнический профиль. Позже на базе совхоза было создано семеноводческое хозяйство «Теплостанское». В 2010-е годы в посёлке остались только два фермерских хозяйства.

## Население
Постоянное население составляло 484 человека (русские 75%) в 2002 году, 408 в 2010.